# 680
Раннє Середньовіччя. Триває чума Юстиніана. У Східній Римській імперії продовжується правління Костянтина IV. Більшу частину території Італії займає Лангобардське королівство, деякі області належать Візантії. Франкське королівство розділене між правителями з династії Меровінгів. Іберію займає Вестготське королівство. В Англії триває період гептархії. Авари та слов'яни утвердилися на Балканах. Центр Аварського каганату лежить у Паннонії. На території сучасних Словенії та Австрії існує слов'янське князівство Карантанія.
Омеядський халіфат займає Аравійський півострів, Сирія, Палестина, Персія, Єгипет, частина Північної Африки. У Китаї триває правління династії Тан. Індія роздроблена. В Японії триває період Ямато. Хазарський каганат підпорядкував собі кочові народи на великій степовій території між Азовським морем та Аралом.
На території лісостепової України в VII столітті виділяють пеньківську й празьку археологічні культури. У VII столітті продовжилося швидке розселення слов'ян. У Північному Причорномор'ї співіснують різні кочові племена, зокрема булгари, хозари, алани, авари, тюрки.

## Події
- Після смерті Муавії халіфом Омеядського халіфату проголошено його сина Язіда. Прихильники Алі ібн Абу Таліба не згодилися присягнути новому халіфу, вчинили бунт в Куфі й закликали до влади сина Алі Аль-Хусейна ібн Алі.
- 10 жовтня Хусейн ібн Алі загинув у битві при Кербелі. Ця смерть означала остаточний розрив між шиїтами та омеядами.
- Повстала Медіна, Абдаллах ібн аз-Зубейр, племінник Аїші, проголошений халіфом.
- У Франкському королівстві Пепін Герістальський, який утвердився мажордомом Австразії після смерті Дагоберта II, вторгся в Нейстрію, але зазнав поразки від сил Еброїна.
- 15 травня убито Еброїна, мажордома Нейстрії.
- Ервіг проголосив себе королем Вестготського королівства після відречення Вамби.
- Перктаріт проголосив співправителем Лангобардського королівства свого сина Куніберта.
- 7 листопада розпочався Третій Константинопольський собор, що засудив монофелітство й проголосив анафему ісламу.